# Peter Durand
Peter Durand (auch Pierre Durand; * 1766; † 1822) war ein britischer Händler. Er erhielt am 25. August 1810 ein Patent auf die Konservendose.
Aufbauend auf der Entdeckung von Nicolas Appert zur Konservierung von Lebensmitteln in Glasgefäßen, entwickelte Durand 1810 ein Verfahren mit Konservendosen. 
Durand konservierte selbst jedoch keine Lebensmittel, sondern verkaufte das Patent an die Briten Bryan Donkin und John Hall, die eine Konservenfabrik gründeten und um 1813 ihre Produkte an die britische Armee verkauften.